# Madia sativa
Espèce
Classification phylogénétique
Madia sativa, la madie  connue aussi sous les noms communs de tarweed (anglais) et de Madi du Chili, est une espèce de plantes à fleurs de la famille des Asteraceae. On la trouve principalement dans certaines parties de l'ouest de l'Amérique du Nord et du Sud.

## Description
Madia sativa est une plante aromatique herbacée annuelle dont la taille varie de 20 centimètres de haut à bien plus de deux mètres. La tige feuillue est souvent ramifiée. Elle est densément recouverte de glandes de résine collantes et dégage une forte odeur. Les feuilles poilues sont linéaires ou lancéolées, les plus basses atteignant 18 centimètres de long.
L'inflorescence est généralement une grappe de capitules tapissés de bractées glandulaires hérissées. Chaque capitule porte environ huit fleurons ligulés jaunâtres de quelques millimètres de long autour d'un centre de plusieurs fleurons en forme de disque, terminés par des anthères foncées.
Le fruit est un akène plat, glabre, sans pappus. Cette plante a été cultivée pour son huile extraite des graines.

## Habitat
Madia sativa est originaire des Amériques, probablement du Chili. Elle se répartit en deux zones principales :
- La côte ouest de l'Amérique du Nord depuis l'Alaska et la Colombie-Britannique, à travers toutes les chaînes de montagnes de l'ouest de la Californie, jusqu'à la Basse-Californie.
- L'Amérique du Sud au Chili et en Argentine.

Elle est également présente au Québec et a été cultivée en Europe, en Afrique et en Asie mineure.
La plante pousse dans de nombreux types d'habitats, y compris les zones perturbées. 

## Usages
Elle est cultivée en Californie dans les sols très secs, pour fournir un pâturage aux moutons.
Bien qu'assez petite, la graine était un aliment de base pour certaines tribus indiennes d'Amérique du Nord. Riche en huile, elle peut être torréfiée puis réduite en poudre et consommée sèche, mélangée à de l'eau, ou associée à des farines de céréales.
L'huile de très bonne qualité est aussi utilisée en savonnerie pour ses qualités siccatives.